# James Comer (homme politique)
James Comer, né le 19 août 1972 à Carthage (Tennessee), est un homme politique américain, représentant républicain du Kentucky à la Chambre des représentants des États-Unis depuis 2016.

## Biographie
Il préside le Parti républicain du comté de Monroe de 1993 à 1995. En 2001, il est élu à la Chambre des représentants du Kentucky. Il devient commissaire du département de l'agriculture de l'État en 2012.
En 2015, il se présente au poste de gouverneur du Kentucky. Il est l'un des favoris de la primaire républicaine avec Hal Heiner. Cependant, dans les derniers jours de la campagne, les attaques entre les deux principaux candidats font monter l'homme d'affaires Matt Bevin dans les sondages. Il est battu de 83 voix par Bevin, soutenu par le Tea Party. Avec 33 % des suffrages, ils devancent Heiner (27 %) et Will T. Scott (7 %).
Fin 2015, Comer annonce sa candidature à la Chambre des représentants des États-Unis dans le 1er district du Kentucky où le républicain sortant Ed Whitfield se retire. Il remporte la primaire républicaine avec environ 70 % des voix. Il est alors assuré d'être élu dans ce district conservateur. Le 8 novembre 2016, il rassemble plus de 70 % des suffrages face au démocrate Sam Gaskins. Il est également élu pour terminer le mandat de Whitfield, qui a démissionné, et pour le congrès de 2017-2019.

## Historique électoral

### Chambre des représentants des États-Unis
| Année | James Comer | Démocrate |
| ----- | ----------- | --------- |
| Année |             |           |
| 2016  | 72,56 %     | 37,33 %   |
| 2018  | 68,59 %     | 31,41 %   |
| 2020  | 74,99 %     | 25,01 %   |
| 2022  | 74,9 %      | 25,1 %    |
| 2024  | 74,7 %      | 25,3 %    |